# Haka
Haka (/ˈhɑːkə/; ental haka, på både maori og engelsk) er en række ceremonielle danse i maorikulturen. Haka udføres ofte af en gruppe, med kraftige bevægelser og stamp med fødderne akkompagneret af rytmiske råb. Haka er traditionelt blevet udført – af både mænd og kvinder – til en række sociale funktioner inden for maorikulturen. De udføres for at byde fornemme gæster velkommen eller for at anerkende store præstationer, særlige lejligheder eller begravelser.
Kapa haka-grupper er almindelige i newzealandske skoler. Den vigtigste konkurrence inden for maori-scenekunst, Te Matatini, finder sted hvert andet år.
Newzealandske sportsholds praksis med at udføre en haka for at udfordre modstandere før internationale kampe har gjort danseformen mere kendt over hele verden. Traditionen begyndte på en turne med New Zealands indfødte fodboldhold 1888–89 og er blevet videreført af det newzealandske herrelandshold i rugby (kendt som All Blacks) siden 1905. Selvom de ofte forbindes med traditionelle kampforberedelser af mandlige krigere, bliver forestillinger om, at haka generelt er krigsdanse samt den unøjagtige udførelse af haka af ikke-maorier, betragtet som fejlagtige og nogle gange stødende af maori-eksperter.

## Etymologi
Gruppen af mennesker, der udfører en haka, omtales som en kapa haka (kapa betyder gruppe eller hold, og også rang eller række). Ordet haka på maori har beslægtede ord i andre polynesiske sprog, for eksempel: samoansk saʻa (saʻasaʻa), tokelauansk haka, ʻaka på rarotonga, hawaiiansk haʻa, marquesansk haka, der betyder "at være kortbenet" eller "dans"; alle stammer fra proto-polynesisk saka, fra proto-malaj-polynesisk sakaŋ, der betyder "hjulbenet".

## Lignende danse
- Cibi
- Hoko
- Hula
- Kailao
- Siva Tau